# 1705
1705 (MDCCV) a fost un an obișnuit al calendarului gregorian, care a început într-o zi de miercuri.

## Evenimente
- martie: A doua domnie în Moldova a lui Antioh Cantemir (până în 1707).
- Pe fondul expansiunii Rusiei în zona Marea Azov, Poarta obține fixarea frontierei orientale a Imperiului Otoman pe malul fluviului Nipru.
- Râmnic: Apare Tomul bucuriei (în limba greacă) prin grija episcopului Antim Ivireanul și cu sprijinul financiar al patriarhului Ierusalimului Dositei Notaras în scopul combaterii propagandei catolice în rîndul “sîrbilor, vlahilor și grecilor din Ungaria, Ardelia, Sîrbia și Horvatia”.

## Nașteri
- 31 octombrie: Papa Clement al XIV-lea  (d. 1774)
- 14 ianuarie: Jean-Baptiste Charles Bouvet de Lozier explorator francez (d. 1786)
- 24 septembrie: Leopold Josef von Daun  (d. 1766)
- 21 septembrie: Dick Turpin  (d. 1739)
- 5 septembrie: Élisabeth Alexandrine de Bourbon  (d. 1765)
- dată necunoscută: Matthew Raper astronom și matematician britanic (d. 1778)
- dată necunoscută: Dionisie Novacovici  (d. 1767)

## Decese
- 28 august: Georg Wilhelm, Duce de Brunswick-Lüneburg, 81 ani, bunicul regelui George al II-lea al Marii Britanii (n. 1624)
- 13 septembrie: Prințul Georg de Hesse-Darmstadt, 36 ani, mareșal al armatei austriece, vicerege al Cataloniei (n. 1669)
- 31 decembrie: Ecaterina de Braganza (n. Catarina Henriqueta de Bragança), 67 ani, soția regelui Carol al II-lea al Angliei (n. 1638)